# Dąbrowa-Dzięciel
Dąbrowa-Dzięciel – wieś sołecka w Polsce położona w województwie podlaskim, w powiecie wysokomazowieckim, w gminie Wysokie Mazowieckie.
Zaścianek szlachecki Dzięciel należący do okolicy zaściankowej Dąbrowa położony był w drugiej połowie XVII wieku w ziemi drohickiej województwa podlaskiego.
Dawniej siedziba gminy Dzięciel. W latach 1954–1959 wieś należała i była siedzibą władz gromady Dąbrowa-Dzięciel, po jej zniesieniu w gromadzie Szepietowo-Stacja. W latach 1975–1998 miejscowość administracyjnie należała do województwa łomżyńskiego.
Wierni kościoła rzymskokatolickiego należą do parafii św. Stanisława Biskupa i Męczennika w Dąbrowie Wielkiej.

## Historia wsi
W I Rzeczypospolitej miejscowość należała do ziemi drohickiej.
W roku 1827 wieś liczyła 26 domów i 159 mieszkańców.
Przez pewien okres wieku XIX siedziba gminy Dzięciel w powiecie mazowieckim, parafia Dąbrowa Wielka. Pod względem sądowym gmina Dzięciel należała do sądu gminnego, okrąg III w Dąbrówce Kościelnej. Powierzchnia gminy wynosiła 10487 morgów, ludność liczyła 4511 mieszkańców.
W roku 1921 zanotowano 28 budynków z przeznaczeniem mieszkalnym i 200 mieszkańców (95 mężczyzn i 105 kobiet). Wszyscy podali narodowość polską. Wyznanie rzymskokatolickie zgłosiły 193 osoby, a mojżeszowe 7.

## Transport
Przez wieś przebiega droga powiatowa nr 2072B, klasy drogi zbiorczej. Droga wyprowadza ruch na dwie drogi wojewódzkie: 678 i 690. Droga przebiega przez: Wysokie Mazowieckie, Mścichy, Święck Strumiany, Rosochate Kościelne, Krzeczkowo Mianowskie, Dmochy Glinki, Czyżew, zapewniając docelowo powiązania z północnymi terenami linii kolejowej oraz powiązania wewnętrzne.
Najbliższe stacje kolejowe mieszczą się w Szepietowie (13 km) i Czyżewie (16 km), skąd odjeżdżają pociągi w kierunkach Warszawy i Białegostoku.
Połączenie drogowe zapewnia komunikacja autobusowa PKS.

## Oświata
W miejscowości znajdowała się szkoła podstawowa. Została zamknięta w 2012 r.

## Obiekty zabytkowe
- cmentarz wojenny z okresu I wojny światowej,
- krzyż przydrożny, żeliwny z 1894 r.[14]